# Written in the Sand
A Written In The Sand a Michael Schenker Group ötödik és egyben visszatérő lemeze. A lemezen az énekes Leif Sundin.

## Dalok
1. Brave New World 4:12
2. Essence 5:20
3. Cry No More 5:18
4. Back to Life 6:12
5. Written in the Sand 3:29
6. Love Never Dies 5:45
7. I Will Be There 5:02
8. Take Me Through the Night 6:08
9. Down the Drain 3:44
10. I Believe 5:50

## Az együttes tagjai
- Leif Sundin - ének
- Michael Schenker - gitár
- Barry Sparks - basszusgitár
- Shane Gaalaas- dob